# Cama de pregos

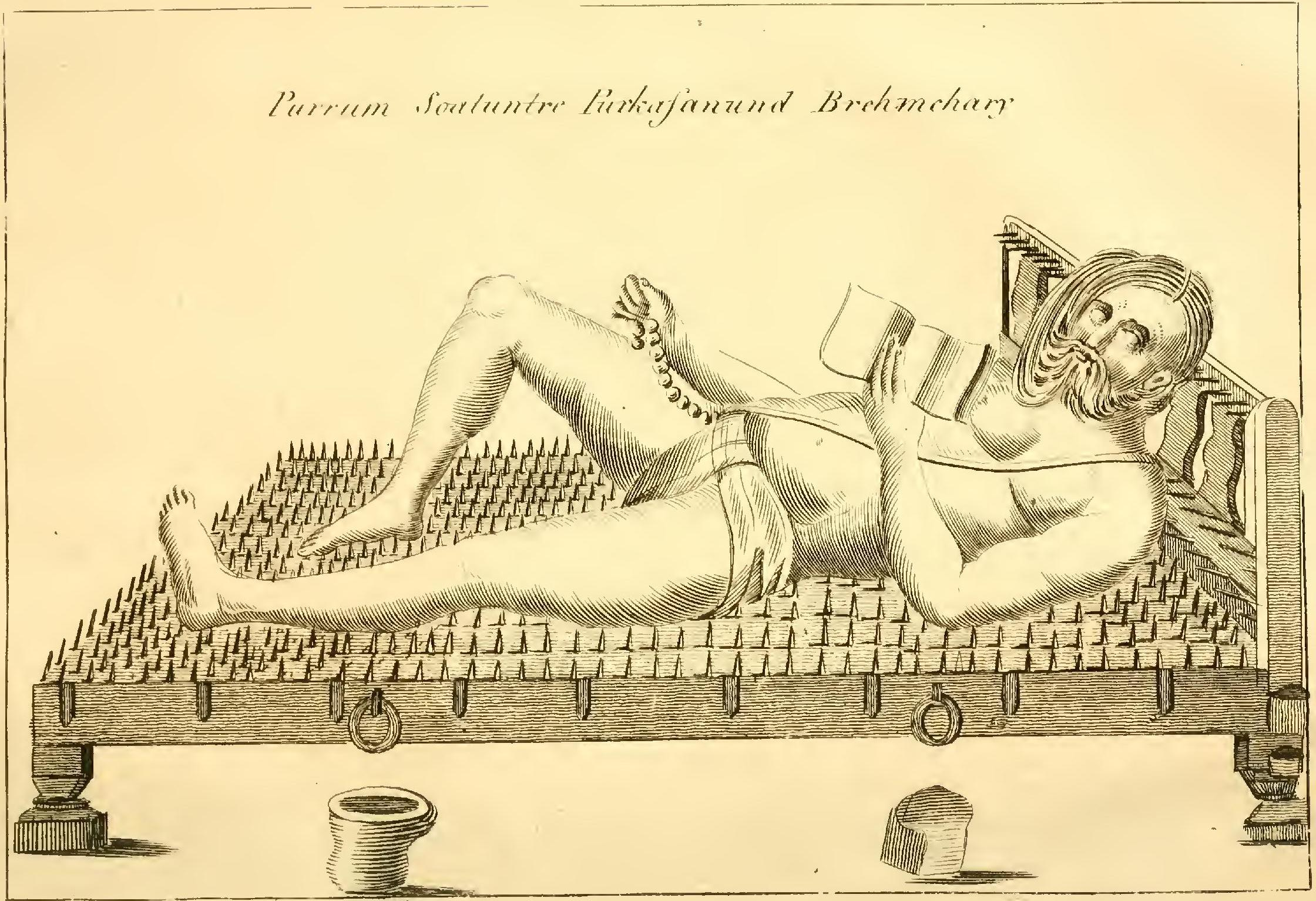
Faquir conhecido como Perkasanund, Benares (1799)

Uma cama de pregos é um uma peça retangular de madeira, geralmente do tamanho de uma cama, com pregos apontando para cima e para fora. Foi popularizada pelos faquires indianos.
Para o espectador, alguém deitado sobre esta cama seria ferido pelos pregos, mas isso não acontece. Assumindo que os  pregos são numerosos o suficiente, o peso é distribuído entre eles de tal forma que a pressão exercida por cada prego não é suficiente para perfurar a pele da pessoa.
A seguinte fórmula explica a cama de pregos:
{\displaystyle p=F/A}, onde a pressão p é igual à força F dividida pela área A.

## Usos
O dispositivo é utilizado no ensino de física e em demonstrações de truques de mágica. Na popularização da ciência, as pessoas são convidadas a se sentarem na cama de pregos, normalmente reagindo com hesitação inicial. Após se sentarem e constatarem que não houve ferimentos é feita uma explicação teórica da experiência.
Outro procedimento requer um voluntário para deitar em uma cama com vários pregos e uma placa é colocada sobre a pessoa. Blocos de concreto são colocados sobre a placa e depois esmagados com um marreta. O voluntário não é prejudicado porque a força do golpe é espalhada entre os pregos, resultando em pressão reduzida. A quebra dos blocos também dissipa muita da energia da marreta. Esta demonstração dos princípios da distribuição de peso requer que o peso do voluntário seja distribuído por tantos pregos quanto possível.